# Кольмурано
Кольмурано (італ. Colmurano) — муніципалітет в Італії, у регіоні Марке,  провінція Мачерата.
Кольмурано розташоване на відстані близько 160 км на північний схід від Рима, 55 км на південь від Анкони, 17 км на південний захід від Мачерати.
Населення — 1270 осіб (2014).

## Демографія
Населення за роками:

Станом на 1 січня 2023 року в муніципалітеті офіційно проживало 75 іноземців з 18 країн, серед них 38 громадян країн Євросоюзу та 1 громадянин України.

## Сусідні муніципалітети
- Лоро-Пічено
- Рипе-Сан-Джинезіо
- Сан-Джинезіо
- Толентіно
- Урбізалья